# Мурованська загальноосвітня школа
Мурованський загальноосвітній заклад середньої освіти І-ІІІ ступенів (Мурованська загальноосвітня школа) — середня загальноосвітня школа с. Мурованого, Мурованської ТГ, Львівського району, Львівської області, міста Львова. Заснована у 2001 році.

## Історія школи
Найперша школа Мурованого складалася з двох частин. Перша частина містила в собі два класи та невеликий коридор між ними. Друга частина була їдальнею, яка містила в собі кухню, господарські приміщення. Школа працювала в дві зміни: з 9 години до 14 години та з 14 до 17 години. Також школа мала невелику бібліотеку.
Наступна школа була побудована у 1963 році. Першим директором був Соколовський Володимир Павлович. Школа була одноповерховою, мала поблизу хорошу їдальню. Вона була лише 8-річною школою, тому по закіченню 8 класу більшість учнів переводилися у школу сусіднього села Ямпіль.
Згодом почалося будівництво нової школи, яке тривало майже два десятиліття. Школа відкрилася для учнів 27 січня 2001 року та працює до сьогоднішнього часу. Першим директором цього навчального закладу став вчитель історії Бабій Віктор Васильович. Вона є опорною як заклад нового типу «Школа сприяння здоров'ю дітей» і також включена у всеукраїнську мережу таких навчальних закладів. За пропаганду здорового способу життя серед учнівської молоді та впровадження інноваційних технологій щодо формування культури здоров'я була нагороджена грамотою Міністерства науки і освіти України у 2006 році.
Сьогодні школа налічує 543 учня, які навчаються у 21 класі.

## Викладацький склад
В школі працює 44 кваліфікованих педагогів, з них педагогів вищої категорії — 23, зі званням «старший учитель» — 14, зі званням «вчитель методист» — 6.
Колектив школи водночас молодий і досвідчений.
У школі функціонує цілісна система роботи з педагогічними кадрами через взаємозв'язок тематичних засідань педагогічної ради, семінарів-практикумів, шкільних та міжшкільних методичних об'єднань, конференцій, професійних тренінгів, індивідуальних консультацій та співбесід, школи молодого вчителя, творчих груп.

## Сьогодення
У школі навчаються 543 учня. Педагогічний колектив у складі 44 осіб. Загальна кількість класів — 21, з них початкова ланка (1 — 4 класи) — 8; основна школа
(5 — 9 класи) — 10; старша школа (10 — 11 класи) — 3. Перші класи працюють на базі дошкільного навчального закладу.
- Мова навчання — українська.
- Іноземна мова, яка вивчається — англійська.

### Факультативні курси
- Основи інформатики (5-9 класи)
- Математика (5-9 класи)
- Група продовженого дня (1-4 класи)

### Гуртки за інтересами
- вокального співу;
- фотографій;
- «Media lab»;
- «Умілі ручки»;
- танці;
- «Школа мистецтв».

### Спортивні секції
- футболу;
- баскетболу;
- карате;
- боксу;
- волейболу.

### Матеріальна база
- кабінет фізики;
- кабінет хімії;
- кабінет музики;
- кабінет української мови;
- кабінет математики;
- 2 комп'ютерні класи;
- майстерня;
- швейна майстерня;
- спортивний зал;
- футбольне поле;
- їдальня;
- бібліотека.